# Hannelore Hoger
Hannelore Hoger   (Hamburg, 20 d'agost de 1939 - Hamburg, 21 de desembre de 2024) va ser una actriu i directora de teatre alemanya. Va interpretar el paper principal de la sèrie de televisió Bella Block.

## Biografia
Hoger va néixer a Hamburg el 20 d'agost de 1942. El seu pare treballava com a inspector a l'Ohnsorg-Theater d'Hamburg. De 1958 a 1961 va estudiar interpretació a la Universitat de Música i Teatre d'Hamburg. El 1961, va firmar el seu primer contracte amb el Theater Ulm. Al llarg de 25 anys, va treballar a Bremen, Stuttgart, Colònia, Berlín, Bochum i Hamburg. Va aparèixer en nombroses pel·lícules, programes de televisió i produccions escèniques d'Alemanya durant cinc dècades. Va interpretar el paper principal a la sèrie de televisió de ZDF Bella Block. El 1997, va aparèixer a la pel·lícula satírica Rossini – oder die mörderische Frage, wer mit wem schlief com a reportera de premsa rosa. Va col·laborar amb Alexander Kluge i Peter Zadek i va treballar com a narradora d'audiollibres.'
La filla d'Hoger és la també actriu Nina Hoger. Hannelore Hoger va morir a Hamburg el 21 de desembre de 2024, a 82 anys.

## Obra publicada
- Hoger, Hannelore. Ohne Liebe trauern die Sterne: Bilder aus meinem Leben (en alemany).  Rowohlt, 2017. ISBN 978-3-498-03034-6.

## Premis i reconeixements
Font:
- 1994: Premi Grimme
- 1996: Premi bavarès de televisió
- 1998: Goldene Kamera
- 2012: Premi Grimme a la trajectòria